# 斯蒂芬·亨普斯特德
斯蒂芬·亨普斯特德（英語：Stephen Hempstead，1812年10月1日—1883年2月16日），美国政治人物，民主党人，1850年12月4日至1854年12月9日担任艾奥瓦州州长（第2任）。

## 生平
1812年，生于美国康涅狄格州新伦敦。1846年，代表迪比克县参加艾奥瓦州制宪会议。1850，当选州长。卸任州长后，当选迪比克县的一名法官，任期长达12年（1855年至1867年）。1883年，逝世于艾奥瓦州迪比克。